# Mastiff
 (décembre 2019).
Si vous disposez d'ouvrages ou d'articles de référence ou si vous connaissez des sites web de qualité traitant du thème abordé ici, merci de compléter l'article en donnant les références utiles à sa vérifiabilité et en les liant à la section « Notes et références ».
Le mastiff, abréviation de l'anglais « Old English Mastiff », est une race de chien. 
Son nom « mastiff » vient de « masty » qui signifie « puissant ». Dans le Cynographia Britannica, il est dit : « Ce que le lion est au chat, le mastiff l'est au chien » (« What the Lion is to the Cat the Mastiff is to the Dog »).
En termes de masse, c'est une des plus grosses races de chien, bien que dépassée en taille par l'Irish Wolfhound et le dogue allemand.

## Physique
La tête du mastiff est large avec une largeur du crâne égale aux deux tiers de la longueur totale de la tête. Son front, plat, se ride quand il est attentif. Sa truffe  est large et son museau est court, sa mâchoire est large. Ses yeux sont petits et bien écartés de couleur noisette foncé. Ses oreilles qui sont petites, se placent au repos disposées à plat contre les joues, elles sont noires comme son museau et sa truffe.
Son corps est massif, la musculature visible, construit en force avec des pattes droites et bien écartées. C'est un grand chien massif et puissant à large poitrine. Sa queue, attachée haut, descendant très bas, pend droit au repos mais en action, elle forme une courbe, car son extrémité se redresse ; cependant elle n’est jamais portée sur le dos.
Son poil est court de couleur fauve, abricot ou bringé. Une teinte orangée est acceptée.
Les oreilles et la gueule doivent être noires.
Le Mastiff doit donner une impression de force et de noblesse, il ne doit jamais donner l'impression d'être maigre ou mince. Il est aussi bon d'éviter les sujets paraissant « haut sur patte ».

## Caractère
Ce sont des chiens ayant naturellement bon caractère, placide et étrangement doux. 
C'est un chien qui se plaît dans un appartement, comme à la campagne, il ne prend curieusement pas beaucoup de place, ne demandant que la totale attention de ses maîtres (il ne supporte pas la solitude). Les mastiff ont cependant besoin d'exercices et d'activités tous les jours pour les maintenir en forme, bien qu'ils préfèrent parfois rester assis plutôt que de courir après la balle que vous leur lancez (surtout si vous la lancez loin).
Méfiant d'ailleurs avec les étrangers, c'est un bon gardien. Sa présence seule dans un jardin suffit à intimider.
C'est un chien qui apprend très vite et dont l'éducation se fait naturellement, car c'est ainsi qu'est son tempérament.
On n'obtient rien de ce chien en faisant preuve de brutalité, il ne comprend que la douceur. Hausser la voix le braque tout de suite et il n'est plus possible d'obtenir quoi que ce soit de lui avant un long moment.
C'est un chien généralement tendre avec les enfants, mais qui ne connaît pas sa force et qui peut être brutal sans le vouloir.
Malgré sa douceur et sa bonté d'âme, c'est un chien avec une force physique énorme qui peut être dur à tenir en laisse.

## Législation
Pour avoir droit à l’appellation de « mastiff », un mastiff est obligatoirement inscrit à un livre des origines (en France le LOF) reconnu par le ministère de l’Agriculture. Les chiens de race mastiff ne relèvent d’aucune réglementation particulière et en particulier d’aucune catégorisation au regard de la loi de janvier 1999 et de son décret d’application d’avril de la même année. Les chiens issus de croisements non-inscrits LOF, sont automatiquement classés « Chiens d'attaque » et relèvent de la législation des chiens de première catégorie.